# 유동화
증권화(證券化, securitization), 유동화(流動化)는 금융 분야에서 다양한 담보대출을 집단화하여 관련 현금흐름을 제삼자에게 채권, 부채담보부증권(CDO) 등 증권의 형태로 판매하는 것을 뜻한다. 증권이 부동산담보대출을 기초로 할 경우 주택저당증권(MBS)이라고 하며, 다른 자산을 기초로 할 경우 자산유동화증권(ABS)이라고 한다.
예를 들어, 신탁법에서는 수탁자가 위탁자로부터 신탁받은 신탁재산의 관리, 처분, 운용, 개발, 그 밖에 신탁 목적의 달성을 위하여 수익증권을 발행하는 것을 의미한다(신탁재산이 부동산일 경우 Real Estate Trust InvestmentsREITs이며, 신탁법의 규제에 더해 부동산투자회사법의 규제도 받아야 한다.). 상법은 주식회사가 아니면 신탁사채(수익증권의 일종)를 발행할 수 없도록 규정하고 있다. 또한 부동산신탁 즉, 리츠가 회사형이 아닌 신탁형인 경우 상장이 금지되어 있다.

## 유동화증권의 종류
수익을 창출할 수 있는 여러 가지 형태의 기초자산은 모두 유동화증권의 대상이 될 수 있다. 대표적으로 모기지채권을 기초자산으로 한 유동화증권은MBS(Mortgage-backed Security)라고 한다. 그 밖에 여러 가지 자산을 기초자산으로 한 유동화자산은ABS(Asset-backed Security)라고 한다

## 유동화증권의 범주
유동화증권은 채권의 다양한 형태중 하나로 이를 분석하는 학문 분야를 고정수입증권론(Fixed Income Securities)라고 부른다. 그 이유는 어떤 형태이든 채권은 투자자에게 일정한 현금흐름을 약속하기 때문이다

## 유동화의 목적 및 효용
자산 및 채권 유동화를 통해 금융시장은 자금의 수요와 공급을 연결해주는 기능을 할 수 있다. 채권을 그대로 보유하고 있는 경우에는 다른 자금을 융통할 수 없지만 채권을 기초로 다른 채권을 발행할 때 투자자로부터 새로운 자금을 융통할 수 있기 때문이다

## 규제
미국에서는 투자자보호를 위해 자산보유자(originator)의 파산으로부터 특수목적회사에 이전된 자산을 단절시켜 채무자가 유동화된 자산(collateralized assets)에 구상권을 행사하지 못하도록 하는 장치를 두고 있는데 다만, 고의 파산과 재산빼돌리기를 방지하기 위해 실질적인 자산양도가 아닌 단순 금융에 해당할 경우 자산보유자의 재무제표상 자산에서 동 자산을 제거하지 못하도록 적정 회계처리 여부를 감시하고 있다.
우리나라의 경우 외부감사법에 거짓회계처리에 대한 장기 징역형의 강력한 벌칙조항을 두고 있다.

## 같이 보기
- 부채담보부증권

## 참고 문헌
- Tuckman, Bruce. Fixed Income securities: tools for taday's market, 2nd ed. John Wiley & Sons, 2002, pp.455-478 ISBN 0-471-06322-3[쪽 번호 필요]